# جاك بريان
جاك بريان (بالإنجليزية: Jack Bryan)‏ (22 أغسطس 1897 في المملكة المتحدة - 1 يناير 1978) هو لاعب كرة قدم بريطاني (وحمل سابقاً جنسية المملكة المتحدة لبريطانيا العظمى وأيرلندا) في مركز نصف الجناح. لعب مع وركشوب تاون ‏ ولينكولن سيتي أف سي ونادي مانسفيلد تاون وMexborough Town F.C. ‏.